# RN7 (Dschibuti)
Die RN7 ist eine Fernstraße in Dschibuti, die an der Ausfahrt der RN6 beginnt und in der Nähe der äthiopischen Grenze endet. Die Straße endet vor dem Grenzübergang, auf der äthiopischen Seite gibt es keine Straße. Die Nummerierung endet nach 50 Kilometer. Sie ist, insgesamt, 73 Kilometer lang.